# Boris Kočí
Boris Kočí (* 9. Oktober 1964 in Příbram) ist ein ehemaliger tschechischer Fußballspieler und derzeitiger Fußballtrainer.

## Spielerkarriere
Kočí begann mit dem Fußballspielen bei UD Příbram, 1985 wechselte er in die 1. Liga zu Sparta Prag. Er gehörte nicht zur Stammelf und kam in zwei Jahren auf 17 Einsätze. Von 1988 bis 1990 spielte der Mittelfeldakteur für den Prager Zweitligisten Xaverov. Anschließend kehrte er in die 1. Liga zurück und schloss sich FC Bohemians Prag an, wo er regelmäßig spielte.
Anfang 1993 wechselte Kočí zu Slovan Liberec, nach der Saison 1995/96, die er bei seinem ehemaligen Jugendverein FC Příbram in der 2. Liga verbrachte, beendete er seine Profikarriere. Er spielte im Amateurbereich noch für den SK Český Brod und den SK Horní Měcholupy.

## Trainerkarriere
Kočís erste Trainerstation waren von 1996 bis 1999 die Junioren des Prager Vereins FSC Libuš. Im Sommer 1999 übernahm er die Junioren von Slavia Prag, im Oktober wurde er Trainer der B-Mannschaft von Slavia in der dritten Liga ČFL, nach einem Jahr wurde er entlassen. Anfang 2001 wurde der ehemalige Mittelfeldspieler Trainer beim Viertligisten FC Rokycany, im Oktober 2002 wurde er dort entlassen.
Wenige Tage später wurde er als Co-Trainer des Erstligisten FC Viktoria Pilsen eingestellt und übernahm gleichzeitig das B-Team in der ČFL. Im Januar 2004 wechselte er zur B-Mannschaft von Sparta Prag. Im Herbst 2005 war er Trainerassistent bei den Profis von Sparta, im Januar 2006 kehrte er als Cheftrainer zum B-Team zurück.
Zur Saison 2006/07 übernahm Kočí das Traineramt beim Zweitligisten FK Baník Sokolov, wurde aber schon im September wegen schlechten Ergebnissen entlassen. Im Januar 2008 holte ihn Stanislav Griga als Co-Trainer zu Viktoria Žižkov. Zur Saison 2009/10 wurde er Co-Trainer beim FC Baník Ostrava.